# Cengiz Coşkun
 (février 2020).
Si vous disposez d'ouvrages ou d'articles de référence ou si vous connaissez des sites web de qualité traitant du thème abordé ici, merci de compléter l'article en donnant les références utiles à sa vérifiabilité et en les liant à la section « Notes et références ».
Cengiz Coşkun, né le 29 avril 1982 à Istanbul, est un acteur et ancien mannequin turc.

## Biographie
Il a immigré en Bulgarie.
Il a passé un peu de temps à jouer au basket professionnel.
Cengiz Coşkun a fait ses débuts au cinéma pour son interprétation de Giovanni Giustiniani dans le film historique Constantinople.
Mais c'est en 2014 qu'il se fait connaitre grâce à la célèbre série, Diriliş: Ertuğrul, en interprétant Turgut Alp.

## Filmographie

### Cinéma
- 2012 : Constantinople de Faruk Aksoy : Giovanni Giustiniani
- 2012 : Dağ de Alper Çağlar : Force spéciale Lt. 1st Class Tugrul Tümen
- 2015 : Çekmeceler de Caner Alper et Mehmet Binay : Ali
- 2020 : Malazgirt 1071 : Sultan Alp Arslan

### Télévision
- 2005 : Rüzgarli Bahçe : Meracn
- 2005 : Nehir : Umut
- 2006 : Candan Öte : Kaan Atalay
- 2006 : Doktorlar : Mert Eriç
- 2009 : Hicran Yarası : Tarık Budak
- 2014 - 2019 : Diriliş: Ertuğrul : Turgut Alp

### Émission télévisée
- 2013 : Survivor Ünlüler - Gönüllüler : Lui-même